# The Holy Modal Rounders
The Holy Modal Rounders (с англ. — «Святые Модальные округлости») — американская фолк-группа, изначально состоявшая из дуэта Питера Стэмпфела и Стива Вебера, образованная в 1963 году в Нижнем Ист-Сайде Нью-Йорка. Хотя в 1960-х и 1970-х годах они добились лишь ограниченного коммерческого успеха и признания критиков, они быстро обрели преданных поклонников и впоследствии получили высокую оценку за новаторскую переработку народной музыки начала XX века, а также за новаторские инновации в нескольких жанрах, включая фрик-фолк и психоделический фолк. За 40 лет своей карьеры The Holy Modal Rounders оказали влияние как на нью-йоркскую сцену, где они начинали, так и на последующие поколения андеграундных музыкантов.
Будучи группой The Holy Modal Rounders, Стэмпфел и Вебер начали играть на сцене Гринвич-Виллидж и вокруг нее, в самом центре продолжающегося возрождения американской фолк-музыки. Их чувство юмора, непочтительное отношение и новое прочтение олд-тайм-музыки получили поддержку коллег-музыкантов, но вызвали споры среди некоторых приверженцев народного традиционализма, которые посчитали это неуважением. В 1964 году группа Rounders вошла в историю своим дебютным одноименным альбомом, в котором впервые в популярной музыке было использовано слово «психоделический» (англ. psychedelic). После выпуска первых двух студийных альбомов в 1965 году дуэт ненадолго присоединился к недавно сформированной андеграундной рок-группе The Fugs и помог записать влиятельный дебютный альбом группы.
После ухода из The Fugs дуэт выпустил два альбома, в которых экспериментировал с психоделическим фолком, прежде чем к концу 1968 года они расширили свой состав до полноценной рок-группы. В расширенный состав The Holy Modal Rounders вошли, в частности, драматург Сэм Шепард в качестве барабанщика и множество недолговечных участников, прежде чем в 1971 году состав стабилизировался с группой, которая позже поддержала Джеффри Фредерика как Clamtones. В 1972 году Вебер перевез группу в Портленд, штат Орегон, а Стэмпфел остался в Нью-Йорке. Хотя Стэмпфел описывал Вебера как своего «давно потерянного брата», у них часто были враждебные отношения, и они воссоединялись лишь изредка после переезда группы в Портленд. После того, как Вебер вернулся на Восточное побережье в середине 1990-х, дуэт начал серию концертных воссоединений, начиная с 1996 года, прежде чем распасться в последний раз в 2003 году.

## Характеристики
Название
Стэмпфель объяснил происхождение названия в интернет-журнале Perfect Sound Forever:
[Мы с Вебером] постоянно меняли название. Сначала это были "Total Quintessence Stomach Pumpers". Затем "Temporary Worth High Steppers". Затем "Motherfucker Creek Baby rapers". Это было просто шутливое название. Его звали Стив Жестяной Рожок, а меня - Кумкват Быстрая Молния. Он навсегда остался Тедди Боем, а я - вон тем Диким Голубым. Имена постоянно менялись. Потом появились "Total Modal Rounders". Потом, когда мы были под кайфом от марихуаны, кто-то другой, возможно, Стив Клоуз, по ошибке сказал "Holy Modal Rounders". Мы продолжали придумывать разные названия и ждали, пока кто-нибудь не начнет называть нас так же. Когда мы добрались до "Holy Modal Rounders", все решили, что мы и есть "Holy Modal Rounders". Это практичный способ получить название.
Стиль и критическое признание
Несмотря на ограниченный успех группы у критиков и в коммерческом плане в период их первоначального развития в 1960-х и 1970-х годах, с тех пор они заслужили значительную похвалу, в частности, за свою новаторскую переработку американской народной музыки начала XX века. Музыкальный журналист Грейл Маркус назвал группу The Holy Modal Rounders самым ранним примером переосмысления олд-тайм-музыки с использованием современной эстетики, отметив, что они «неспособны воспринимать что-либо всерьёз, но, тем не менее, [добирались] до сути народных песен, которые пели другие люди, как будто они были очевидны». Группу часто причисляли к тому, что Маркус загнал в угол, называя «старой странной Америкой» (англ. old weird America), что относится к типу музыки, собранной в Anthology of American Folk Music. Майкл Симмонс также отметил новаторскую эстетику группы, заявив, что «история Rounders — одна из величайших секретных историй американской музыки 20-го века. Если музыкальная история часто представляет собой игру «Кто пришел первым?», то Rounders можно назвать первой психоделической хиппи-фрик-группой и первыми агрессивно антипуристскими фолк-музыкантами, что делает их важнейшим недостающим звеном между поп-музыкой начала и конца 20-го века».
Первые два альбома группы были ретроспективно названы ранними предшественниками жанра фрик-фолк. Рецензируя сборник 1 & 2 1999 года, объединивший альбомы, Роберт Кристгау заявил, что «здесь начался фрик-фолк». Два психоделических альбома группы, Indian War Whoop и The Moray Eels Eat the Holy Modal Rounders, также были отмечены как новаторские и инновационные для своего времени. Бен Сисарио из The New York Times заметил в 2020 году, что эти два альбома «до сих пор остаются экстремальными примерами фолк-музыки с кислотным оттенком». В издании The Rolling Stone Album Guide за 1983 год критик Билли Олтмен назвал Стэмпфеля и Вебера «соавторами и одинокими исполнителями жанра, известного как эйсид-фолк (англ. acid folk)». Майкл Симмонс особенно похвалил The Moray Eels, заявив, что «альбом [Rounders], который получил наибольшее внимание, — это The Moray Eels 1968 года... Некоторые (включая и меня) утверждают, что это психоделический шедевр; другие говорят, что это мастурбационная крайность, типичная для той эпохи». Олтмен выделил The Moray Eels как лучший альбом группы и посетовал, что он (в то время) больше не издавался. Однако в четвертом издании The Rolling Stone Album Guide Том Халл переоценил Indian War Whoop и The Moray Eels как «диковинки, задуманные как психоделия и небрежно исполненные», более настоятельно рекомендуя 1 & 2. Халл сохранил наивысшую рекомендацию для совместного альбома Have Moicy!, который был отмечен пятью звездами и отмечен как «невероятный шедевр».
И Стэмпфел, и Вебер удостоились похвалы, когда рецензенты обсуждали наследие The Rounders. Музыкальный критик Эрик Вайсбард, писавший для Spin в 1999 году, заявил, что «Стэмпфел стал для рутс-музыки тем же, чем Джон Лэнгфорд является для панка: святым покровителем безнадежных дел и хороших времен вопреки им». Роберт Кристгау дал схожую высокую оценку, полагая, что The Holy Modal Rounders, как и Боб Дилан, «значительно превосходят» нью-йоркскую фолк-сцену, на которой они начинали, и что «после Боба Дилана, Стэмпфел ближе всего к гению» из всех, кто вышел из фолк-возрождения 1960-х годов. Кристгау также похвалил Вебера, назвав его «выдающимся гитаристом», который «может просто не обращать внимания, оставаясь при этом обаятельным и музыкальным». Джейсон Вайс заметил, что «с самого начала [Вебер] был признан за свою технику и божественную непосредственность, которые он привнес в олд-тайм-музыку». Сисарио также отметил «мастерство Вебера в традиционных стилях игры на гитаре». Билли Олтмен написал, что «Стэмпфель... имеет практические знания практически каждой песни, когда-либо написанной, а Вебер... лишь иногда имеет практические знания своих собственных композиций».

## Наследие
Культовый статус
Многое было сказано о наследии группы как о культовом коллективе. Журнал Rolling Stone окрестил The Holy Modal Rounders «одной из величайших культовых групп рока». The Seattle Times написала: «В субкультуре малоизвестных музыкальных групп Rounders, возможно, выделяются среди других по отсутствию известности и долголетию. Более 40 лет эта фрикаделик-фолк-рок-группа... оказывала длительное влияние на фанатов, достаточно диких и сумасшедших, чтобы быть посвященными в секрет их искусства». Для ретроспективного сборника группы I Make a Wish for a Potato Джон Свенсон отметил, что Rounders «решительно следовали своим эксцентричным музам, несмотря на почти полное отсутствие интереса со стороны широкой публики». Тем не менее, восхваляя ранние работы Rounders, The Mojo Collection: The Greatest Albums of All Time высказал мнение, что «то, что группе когда-либо удалось выпустить [дебютный] альбом, замечательно; то, что в том же году был выпущен второй альбом, отдает полным безумием со стороны их звукозаписывающего лейбла.» Ричи Унтербергер в своей статье для AllMusic назвал группу «почти воплощением культового коллектива... Их аудитория была небольшой, потому что их музыка была слишком странной, своеобразной и порой откровенно диссонирующей, чтобы ее могли выдержать обычные слушатели».
Частое употребление наркотиков участниками группы, а также творческие разногласия между Стэмпфелом и Вебером также помешали прорыву. Питер Стэмпфел отметил, что «в группе было слишком много наркотиков, алкоголя и плохого отношения», чтобы «извлечь выгоду из наших положительных сторон». Наблюдая за взаимодействием Стэмпфела и Вебера во время съемок документального фильма «Обреченные на поражение», Пол Лавлейс сказал: «Они действительно похожи на старую супружескую пару. Иногда они любят друг друга до смерти, но иногда они просто не могут выносить нахождения друг рядом с другом». NPR отметил, что группа демонстрировала «саморазрушительное поведение», что привело к раннему распаду и неспособности извлечь выгоду из включения «Bird Song» в коммерчески успешный саундтрек к фильму «Беспечный ездок». Дейв Ван Ронк думал так же: «Это был их момент. Если бы они смогли извлечь выгоду из [Easy Rider], они бы стали двумя очень-очень богатыми людьми. Но так или иначе этого просто не произошло». В начале 2000-х годов бывший дорожный менеджер группы Джек Галлахер вспоминал, что «управлять ими было все равно что пасти змей», но возлагал ответственность за неудачи группы на Вебера, сомневаясь, что Вебер вообще завершит текущий тур группы, и говоря, что Вебер «никогда не терпит краха, пока деньги не станут по-настоящему хорошими».
Влияние на других исполнителей
Хотя Стэмпфел в конце 1990-х годов пренебрежительно относился к влиянию The Holy Modal Rounders, называя его «практически несуществующим» за пределами музыкальной сцены Портленда, другие с ним не согласились. В своей статье для New Haven Independent Элеанор Полак писала о том, что группа не просто оказала значительное влияние, но и вдохновила «многочисленных других музыкантов на глубокое погружение в американскую народную музыку, чтобы найти в ней темное и странное». В 1999 году Дэйв Ван Ронк размышлял: «Они оказали огромное влияние в Нью-Йорке и в студенческих городках по всей стране. Эти альбомы звучали в общежитиях от побережья до побережья». Бен Сисарио также писал, что музыка группы послужила вдохновением для «поколений андеграундных музыкантов». Джеффри Льюис назвал группу источником вдохновения для своего стиля антифолк. NPR упомянул Yo La Tengo и Espers как новые группы, на которые повлияла группа. The Anniversary назвали The Rounders группой, оказавшей влияние на их альбом Your Majesty 2002 года. Группа Space Needle назвала свой студийный альбом The Moray Eels Eat the Space Needle 1997 года в честь альбома Rounders 1968 года.
Название Rounder Records отчасти связано с традицией The Holy Modal Rounders. Лейбл выпустил несколько студийных альбомов группы после её образования в 1970 году. В 2008 году The Holy Modal Rounders были включены в Зал славы музыки Орегона за их долгое пребывание в штате и их влияние на музыкальную сцену Портленда.
В популярной культуре
Пока Сэм Шепард был барабанщиком группы, The Holy Modal Rounders отыграли небольшой сет в пятом эпизоде второго сезона комедийного телешоу Rowan & Martin's Laugh-In в 1968 году. Стэмпфел считает, что это единственный фильм, где Шепард играет с группой.
В 1969 году песня «Bird Song» группы The Holy Modal Rounders была включена в фильм «Беспечный ездок» Денниса Хоппера и стала саундтреком к фильму. По словам Стэмпфеля, песня привлекла внимание соавтора Питера Фонды, который посчитал, что она идеально подойдет для фильма. Однако также сообщается, что именно Хоппер первым услышал эту песню. Саундтрек занял 6-е место в десятке лучших по версии журнала Billboard и стал золотым.
В начале 1974 года версия песни «Boobs a Lot» в исполнении группы The Holy Modal Rounders достигла 103-го места в чарте Bubbling Under Hot 100. Продажи были обусловлены многочисленными радиошоу, в которых звучала эта песня, в том числе и в шоу доктора Дементо. С 1971 по 2022 год Дементо включал её 167 раз. «Boobs a Lot» также вошла в сборник Dr. Demento's Delights 1975 года.

## Дискография
Смотри статью «Дискография The Holy Modal Rounders» в англ. разделе.
- The Holy Modal Rounders (1964)
- The Holy Modal Rounders 2 (1965)
- Indian War Whoop (1967)
- The Moray Eels Eat The Holy Modal Rounders (1968)
- Good Taste Is Timeless (1971)
- Alleged in Their Own Time (1975)
- Last Round (1978)
- Going Nowhere Fast (1980)
- Too Much Fun! (1999)